# Morti nel 1219
| Questa pagina contiene informazioni ricavate automaticamente dalle voci biografiche con l'ausilio del template Bio e di un bot. L'aggiornamento è periodico e automatico e ricostruisce completamente la pagina. Se manca una persona in questa lista, sei pregato di non aggiungerla, ma accertati piuttosto che la sua voce biografica contenga il template Bio e che i dati anagrafici siano correttamente compilati. Se il template Bio manca, inseriscilo tu stesso o, in alternativa, metti l'avviso {{tmp\|Bio}} che ne segnala la mancanza. Se i dati riportati sono sbagliati, correggi direttamente la voce biografica; le modifiche saranno visibili in questa lista entro pochi giorni. Per chiarimenti vedi il progetto biografie. La lista contiene solo le 20 persone che sono citate nell'enciclopedia e per le quali è stato implementato correttamente il template Bio. Pagina aggiornata al 10 ago 2025. |

- 6 febbraio - Robert Curson, cardinale inglese
- 13 febbraio - Minamoto no Sanetomo, militare giapponese (n. 1192)
- 17 marzo - Rodolfo I di Tubinga, nobile tedesco
- 20 aprile - Domenico Vernagalli, religioso italiano
- 14 maggio - Guglielmo il Maresciallo, cavaliere medievale e condottiero inglese
- 17 giugno - Davide di Scozia, nobile scozzese
- 10 agosto - Gaucher IV di Mâcon, nobile francese
- 26 agosto - Guillaume de Chartres, cavaliere medievale francese
- 29 agosto - Ademaro di Lairon, nobile francese
- 29 settembre - Pietro Collevaccino, cardinale e vescovo cattolico italiano
- 3 novembre - Saer de Quincy, nobile britannico (n. 1155)
- 5 novembre - Ugo IX di Lusignano, conte
- 8 novembre - Gervasio di Costantinopoli, patriarca cattolico italiano
- Donato di Montevergine, religioso e santo italiano
- Iolanda di Fiandra, imperatrice fiamminga (n. 1175)
- Pietro Sasso, cardinale italiano
- Gerardo V d'Armagnac, nobile francese
- Leone II d'Armenia, re armeno (n. 1150)
- Pietro II di Courtenay, imperatore francese (n. 1155)
- Teodorico von Treyden, religioso estone